# Planta de tratamiento de aguas residuales de Puchukollo
La planta de tratamiento de aguas residuales de Puchukollo opera desde 1998 en el municipio de El Alto, Bolivia, con el objetivo de depurar las aguas servidas de la ciudad. Inicialmente diseñada para una población de 400.000 habitantes, ha enfrentado dificultades para cubrir la demanda creciente. Las aguas tratadas se descargan en el Río Seco y, posteriormente, en la bahía de Cohana, en el lago Titicaca.

## Funcionamiento y capacidad
La planta fue construida sobre una superficie de 127 hectáreas, destinando 48 hectáreas a la creación de lagunas de estabilización. En 2013 se amplió, lo que permitió incrementar su capacidad de tratamiento de 430 a 542 litros por segundo. Según un informe del Banco Mundial, en 2020 presentaba un déficit de tratamiento superior al 11%.

## Impacto ambiental y social
La construcción de la planta modificó la disponibilidad de agua en comunidades cercanas, afectando la agricultura local. La escasez de agua derivó en protestas y la perforación de la tubería que transportaba las aguas servidas, lo que provocó contaminación en la zona. La actividad agropecuaria se redujo significativamente y los habitantes de la región reportaron problemas ambientales, como la presencia de residuos sólidos y metales pesados en los cursos de agua.

## Contaminación en la cuenca del río Katari
Las aguas residuales tratadas en Puchukollo se integran a la cuenca del río Katari, que desemboca en el lago Titicaca. El aumento de diversas sustancias en el agua, ha generado un impacto en la biodiversidad acuática y la calidad del agua.

## Proyectos de mejora
El 28 de agosto de 2021, el Gobierno de Bolivia inició el proyecto de "Mejoramiento y ampliación de la planta de tratamiento de aguas residuales Puchukollo - El Alto" para mejorar el tratamiento de aguas residuales y reducir la contaminación del lago Titicaca, con un financiamineto del Banco Interamericano de Desarrollo (BID)  47,450,000 dólares americanos. Se busca optimizar la reutilización del agua tratada en sistemas de riego y reducir la contaminación del lago Titicaca.